# ديفيد ر. هانسن
ديفيد ر. هانسن (بالإنجليزية: David R. Hansen)‏ هو محامي وقاضي أمريكي، ولد في 16 مارس 1938 في إكسيرا في الولايات المتحدة.